# White Sike
Der White Sike ist ein Wasserlauf im Lake District, Cumbria, England. Er entsteht an der Nordseite des Matterdale Common und fließt in nordöstlicher Richtung bis zu seiner Mündung in den Trout Beck.